# Wave 1
Wave 1 é o terceiro extended play (EP) do produtor musical estadunidense Seth Haley sob o pseudônimo Com Truise. Haley descreveu seus lançamentos como Com Truise como partes de uma história sobre o primeiro "Astronauta Sintético" do mundo em sua aventura em um planeta, e Wave 1 é onde ele pousa em uma espécie de réplica da Terra. Musicalmente, Haley teve que se inspirar em vários artistas, já que essa parte da história também é onde a música começa a mudar.
O EP é uma combinação de synth soul, drum and bass, synth funk e electro, e mantém o sentimento "alegre e dançante" do álbum de estreia de Com Truise Galactic Melt. Promovido com dois lançamentos de faixas pré-EP, um videoclipe para a faixa "Subsonic" e uma turnê de fevereiro a março de 2014, o EP foi lançado pela gravadora Ghostly International em fevereiro de 2014, com críticas geralmente positivas e elogios dos críticos à criatividade do disco. Comercialmente, também ficou entre os dez primeiros nas paradas estadunidenses da Billboard de álbuns Dance/Electronic e Top Heatseekers.

## Antecedentes e composição
Em uma postagem de junho de 2013 no seu Twitter, Seth Haley disse que escreveu Wave 1 sem saber que era um reflexo de como ele estava vivendo alguns meses de sua vida antes. Ele começou a cuidar de sua saúde, sofreu com o término de um relacionamento e se mudou para o Brooklyn. Ele disse que, apesar de geralmente não revelar sua vida pessoal publicamente, quando faz sua música "está sempre lá e acontece, mas eu não me concentro nisso. Minha música é toda baseada nessa história sobre um andróide que viaja para este outro planeta. Portanto, não estou realmente escrevendo sobre mim, mas então percebi que tenho estado o tempo todo. Tudo tem sido sobre mim".
Mantendo a sensação "alegre e dançante" de seu álbum estreia Galactic Melt e obtendo uma abordagem mais melódica do que os lançamentos anteriores do projeto, Wave 1 é uma combinação de synth soul, drum and bass, synth funk, electro e, nas palavras de um revisor da Pitchfork Media, "pop de computador agitado dos anos 80". Seth Haley descreveu o personagem de Com Truise como o primeiro "Astronauta Sintético", e cada lançamento com o nome mostra a próxima parte dessa viagem a um planeta. Wave 1 é uma parte da história em que ele pousa em uma espécie de réplica da Terra, e Haley pensou que havia "algo estranho nisso, algo familiar, mas algo peculiar também". Como isso também deveria ser uma parte da história em que a música começa a mudar, ele se inspirou em vários atos, incluindo New Order e Prince para haver uma gama muito mais ampla de tempos e estilos em cada faixa.

## Faixas
A canção de abertura "Wasat" define o cenário da história, começando com um prelúdio curto e atmosférico antes de se mover em "um ritmo acelerado e hipercor". A faixa de "dubstep de qualidade de VHS" "Mind" é onde o álbum fica cheio de suspense, à medida que a bateria "ameaça" se tornar, mas não se torna inteiramente, uma batida four-on-the-floor forte e totalmente desenvolvida. Essas duas faixas foram descritas por um crítico da Spectrum Culture como "uma prática em coalescência; tomar um momento para tomar forma e, em seguida, desafiar a diferença um do outro até que eles também encontrem seu plano de existência pacífico". A faixa mais melódica do EP, "Declination", bem como provavelmente a faixa "mais francamente melódica" da discografia de Com Truise desde o lançamento do EP, "desliza em seus fones de ouvido como uma nave estelar escorregando de um hiperespaço", apresentando os vocais de Joel Ford dos projetos Ford & Lopatin, Airbird e Young Ejecta. Como um revisor analisou, a faixa abre como uma "dissonância sci-fi arrepiante" antes de se tornar uma canção new wave num estilo dos anos 1980.
Wave 1 diminui suas tensões em "Subsonic", que passa por vários "movimentos" de sons evocativos e de construção lenta, incluindo um "inferno de um baixo abafado", que o comunicado de imprensa comparou como estar "fazendo a trilha sonora" da criação de novas estrelas. Esta vibração evocativa continua em "Valis Called (Control)", com seu título fazendo referência às obras de um dos considerados "deuses desse fenômeno retro synth" Philip K. Dick, seguido pela canção de "R&B futurista" "Meserere Mei", uma faixa que consiste em batidas de bateria quebradas e sons de sintetizador aguçados. A canção título de estilo Jamie xx calmamente termina o EP enquanto a melodia principal se afasta em várias texturas sci-fi "fechadas" e "percussão agrupada".

## Promoção e lançamento
O single principal de Wave 1 foi "Declination", lançado em 3 de dezembro de 2013. Em 23 de janeiro de 2014, "Subsonic" pré-estreou no site da revista Spin, que anunciou a listagem de faixas do EP e uma turnê norte-americana promovendo o álbum que durou de 11 de fevereiro a 15 de março. O EP foi oficialmente distribuído pela gravadora Ghostly International no dia 18 de fevereiro, em download digital e vinil. Em 14 de abril, o canal de música eletrônica Thump, da revista Vice, estreou o vídeo de "Subsonic". Dirigido por Hans Lo, Thump resumiu que o vídeo "nos coloca em um romance de William Gibson, conduzindo-nos através das passagens em grade da autoestrada da informação."

## Recepção crítica
| Críticas profissionais | Críticas profissionais |
| Pontuações agregadas   | Pontuações agregadas   |
| Fonte                  | Avaliação              |
| ---------------------- | ---------------------- |
| Metacritic             | 69/100                 |
| Avaliações da crítica  |                        |
| Fonte                  | Avaliação              |
| AllMusic               | [ 11 ]                 |
| Consequence of Sound   | B-                     |
| Exclaim!               | 7/10                   |
| NME                    | 6/10                   |
| Pitchfork Media        | 6.7/10                 |
| Spectrum Culture       | [ 5 ]                  |
| Sputnikmusic           | 3.7/5                  |
| The Washington Post    | (favorável)            |
| XLR8R                  | 6.5/10                 |

Em geral, Wave 1 recebeu críticas positivas. O EP possui uma média ponderada de 69 de 100 no Metacritic com base em seis análises, indicando "críticas geralmente favoráveis". Daniel Sylvester da Exclaim! chamou o EP de "mais solto, mais focado e muito mais imaginativo" que o trabalho anterior de Com Truise, escrevendo que, embora o artista ainda não tenha feito "uma obra de arte verdadeiramente transcendente, Wave 1 mostra o jovem beatmaker em transição, sem medo em busca de seu som definitivo. " Similarmente, um revisor da Sputnikmusic elogiou  Wave 1  por fazer um novo som único com a paleta chillwave em vez de ter limites do gênero, assumindo que poderia ter sido o pico do microgênero se as outras músicas do álbum fossem tão boas como "Valis Called (Control)" e "Subsonic". Mark Jenkins analisou o álbum para o The Washington Post, e destacou principalmente seus momentos melódicos e rítmicos imprevisíveis, enquanto Pat Levy, resenhando para Consequence of Sound, homenageou Haley por sair de sua zona de conforto, mas ainda mantendo os mesmos sons e estilo de seus discos anteriores. Paul Thompson da Pitchfork Media gostou do EP como "um retorno bem-vindo", mas criticou seu foco em ter um som perfeitamente detalhado em vez de novas ideias musicais.
Em críticas mais mistas, Derek Staples, escrevendo para o site Spectrum Culture, escreveu que, com Wave 1, o artista estava começando a perder sua "vantagem inventiva" ao tentar recriar o mesmo som de seus lançamentos anteriores para fins nostálgicos. Um crítico da NME elogiou os sons do EP, mas o chamou de mais "desarticulado" e "desorientador" do que seus álbuns anteriores devido ao seu som "abrasivo" e glitchy e à falta de um "groove constante". Um crítico da revista XLR8R escreveu que Wave 1 pode interessar os ouvintes, mas também foi uma indicação de que a criatividade de Com Truise poderia diminuir com lançamentos em sua carreira posterior.

## Listagem de faixas
Todas as canções foram compostas e produzidas por Seth Haley.
1. "Wasat" — 1:58
2. "Mind" — 4:16
3. "Declination" (com part. de Joel Ford) — 4:28
4. "Subsonic" — 4:39
5. "Valis Called (Control)" — 4:42
6. "Miserere Mei" — 4:02
7. "Wave 1" — 4:02

## Desempenho nas paradas musicais
Wave 1 entrou em duas paradas musicais da revista estadunidense Billboard. Permaneceu por duas semanas na Dance/Electronic Albums, começando na semana do dia 8 de março de 2014, quando estreou na sétima posição da tabela. Na semana seguinte, o álbum desceu para a posição 25. O EP ficou por uma semana na Top Heatseekers Albums, quando estreou na sexta posição, também no dia 8 de março de 2014.
| Parada (2014)                                      | Posição de pico |
| -------------------------------------------------- | --------------- |
| Estados Unidos (Billboard Dance/Electronic Albums) | 7               |
| Estados Unidos (Billboard Top Heatseekers Albums)  | 6               |